# Thierry Delor
Pour les articles homonymes, voir Delor.
Thierry Delor est un mixeur de son français.

## Filmographie (sélection)
- 1991 : Lola Zipper d'Ilan Duran Cohen
- 1992 : L'Affût de Yannick Bellon
- 1993 : Fausto de Rémy Duchemin
- 1994 : L'Histoire du garçon qui voulait qu'on l'embrasse de Philippe Harel
- 1994 : La Piste du télégraphe de Liliane de Kermadec
- 1989 : L'Aventure extraordinaire d'un papa peu ordinaire de Philippe Clair
- 1999 : Extension du domaine de la lutte de Philippe Harel
- 1999 : La Maladie de Sachs de Michel Deville
- 1999 : Recto-verso de Jean-Marc Longval
- 2000 : Aïe de Sophie Fillières
- 2000 : Too Much Flesh de Jean-Marc Barr
- 2001 : La Répétition de Catherine Corsini
- 2001 : Sauvage Innocence de Philippe Garrel
- 2001 : Le Vélo de Ghislain Lambert de Philippe Harel
- 2002 : 17 fois Cécile Cassard de Christophe Honoré
- 2002 : Un monde presque paisible de Michel Deville
- 2003 : Tristan de Philippe Harel
- 2004 : Là-haut, un roi au-dessus des nuages de Pierre Schoendoerffer
- 2004 : Les Temps qui changent d'André Téchiné
- 2005 : Tu vas rire, mais je te quitte de Philippe Harel
- 2006 : Chacun sa nuit de Pascal Arnold et Jean-Marc Barr
- 2006 : Dans Paris de Christophe Honoré
- 2006 : Nos jours heureux d'Éric Toledano et Olivier Nakache
- 2007 : La Capture de Carole Laure
- 2007 : Les Chansons d'amour de Christophe Honoré
- 2007 : Le Tueur de Cédric Anger
- 2008 : La Belle Personne de Christophe Honoré
- 2008 : Le Bruit des gens autour de Diastème
- 2008 : La Frontière de l'aube de Philippe Garrel
- 2010 : Homme au bain de Christophe Honoré
- 2011 : Notre étrangère de Sarah Bouyain
- 2012 : La Nuit nomade de Marianne Chaud
- 2012 : La Pirogue de Moussa Touré
- 2014 : Timbuktu d'Abderrahmane Sissako
- 2015 : Un Français de Diastème
- 2016 : Juillet Août de Diastème

## Distinctions

### Récompenses
- César 2015 : César du meilleur son pour Timbuktu

### Nominations
- César 2008 : César du meilleur son pour Les Chansons d'amour